# 5 Colours in Her Hair
5 Colours in Her Hair – debiutancki singel pop rockowej grupy McFly, który w pierwszych dwóch tygodniach od wydania utrzymywał się na szczycie notowania UK Singles Chart.
W 2014 roku singiel otrzymał status srebrnego.
Na singlu znalazł się cover utworu „Lola” zespołu The Kinks nagrany wspólnie z zespołem Busted. 

## Powstanie utworu
Tom Fletcher i Danny Jones mieszkali w hotelu InterContinental przez miesiąc, pisząc utwory na debiutancką płytę McFly - Room on the 3rd Floor. W telewizji oglądali brytyjski serial As If, w którym bohaterka o imieniu Sooz, miała kolorowe warkoczyki. Dziewczyna przez swoją fryzurę i kolczyki wyglądała na gorącą, więc postanowili napisać o niej utwór. W tworzeniu utworu brał udział również James Bourne z zespołu Busted. 

## Lista utworów

### CD 1
1. „5 Colours In Her Hair”
2. „Lola” (razem z Busted)

### CD 2
1. „5 Colours in Her Hair”
2. „Saturday Nite"
3. „The Guy Who Turned Her Down"
4. „5 Colours in Her Hair (Teledysk)”

## Covery
W 2014 roku, cover tego utworu pojawił się na drugim singlu zespołu The Vamps - „Wild Heart”.